# Wuchang: Fallen Feathers
Wuchang: Fallen Feathers (明末：渊虚之羽) em chinês:  Míngmò: Yuānxū Zhī Yǔ, transl. 明末：渊虚之羽. é um RPG de ação Soulslike desenvolvido pela Leenzee e publicado pela 505 Games. O jogador assume o papel de Bai Wuchang, uma pirata, embarcando em uma jornada pelas terras devastadas pela guerra e pela peste de Shu durante o final da dinastia Ming.
Wuchang: Fallen Feathers foi lançado para Windows, Xbox Series X/S e PlayStation 5 em 24 de julho de 2025.

## Jogabilidade
Wuchang: Fallen Feathers é um RPG de ação Soulslike. É jogado no modo solo de uma perspectiva de terceira pessoa.
O jogador assume o controle da pirata Bai Wuchang. Ela pode fazer uso de vinte e cinco armas únicas, cada uma oferecendo um estilo de combate distinto, espalhadas por cinco tipos de armas. Ela inicialmente começa com o Cloudfrost's Edge, que é baseado em um tipo de espada longa de um gume conhecida como changdao. Suas armas podem ser equipadas como uma opção primária ou secundária, o que permite uma troca rápida de armas.
O sistema de combate é centrado no Skyborn Might, que pode ser acumulado e é usado para ativar habilidades. Wuchang pode empregar habilidades de armas específicas para sua arma equipada e habilidades de disciplina associadas ao seu tipo de arma. Além disso, ela pode lançar quarenta feitiços diferentes, que podem ser atribuídos a quatro slots de feitiço. Eles podem ser integrados em combos de armas, mas um estilo de combate focado em feitiços também é possível. As manobras defensivas incluem esquiva, bloqueio e defesa, com as duas últimas dependendo das habilidades de disciplina associadas ao tipo de arma equipada. O estilo de jogo pode ser ajustado realocando pontos na árvore de habilidades sem nenhum custo.
Wuchang pode ser afetado pela loucura. A loucura em vários limites desbloqueia movimentos e habilidades específicas para tipos de armas. Eventualmente, ele se manifesta como uma marca vermelha brilhante na nuca, sinalizando que seus ataques são mais fortes e que ela é mais suscetível a danos. Se a marca estiver ativa após sua morte, seu Demônio Interior aparece como uma entidade hostil assombrando a área onde ela morreu. Parece Wuchang, empunhando suas armas, feitiços e itens.
Wuchang pode adquirir roupas à medida que o saque cai dos inimigos. A aparência de cada roupa reflete o design do inimigo do qual foi obtida. Um recurso de transmogrificação está disponível, permitindo que as roupas sejam selecionadas com base apenas na aparência.
O jogo segue uma progressão não linear. Ocorre em um mundo com áreas interconectadas. Sanctum, um templo, serve como o centro principal. A travessia entre as áreas é perfeita, mas alguns caminhos podem ser inicialmente restritos. O mundo é povoado por muitos personagens não-jogadores, com os quais se pode interagir e fornecer missões secundárias. A história tem vários finais e é influenciada por missões secundárias. Existem santuários, que funcionam como postos de controle.

## Sinopse

### Ambientação
Wuchang: Fallen Feathers se passa nas terras devastadas pela guerra e pela peste de Shu durante o final da dinastia Ming. A narrativa é uma história alternativa centrada na misteriosa Doença das Penas. De acordo com Xia Siyuan, "Nosso retrato de eventos históricos se alinha com a historiografia convencional. No entanto, o mundo do jogo diverge devido a forças sobrenaturais que remodelaram a história milênios atrás. Mostramos isso por meio de nossa construção de mundo, que remonta à era do rei Duyu de Shu [da lendária era de Shu]."
O jogo apresenta personagens baseados em figuras históricas da dinastia Ming. Inclui os quatro filhos adotivos de Zhang Xianzhong, mais notavelmente Li Dingguo e Sun Kewang. Também inclui dois missionários estrangeiros, Gabriel de Magalhães e Lodovico Buglio.
O jogo incorpora personagens baseados em figuras históricas do período dos Três Reinos.
O jogo está estruturado em cinco capítulos.

### Enredo
Durante o final da dinastia Ming, as terras de Shu são devastadas por facções em guerra e atormentadas por uma doença misteriosa conhecida como Doença das Penas, que deixa suas vítimas loucas e gradualmente as transforma em seres monstruosos. Bai Wuchang, uma pirata, sofre de amnésia.

## Desenvolvimento

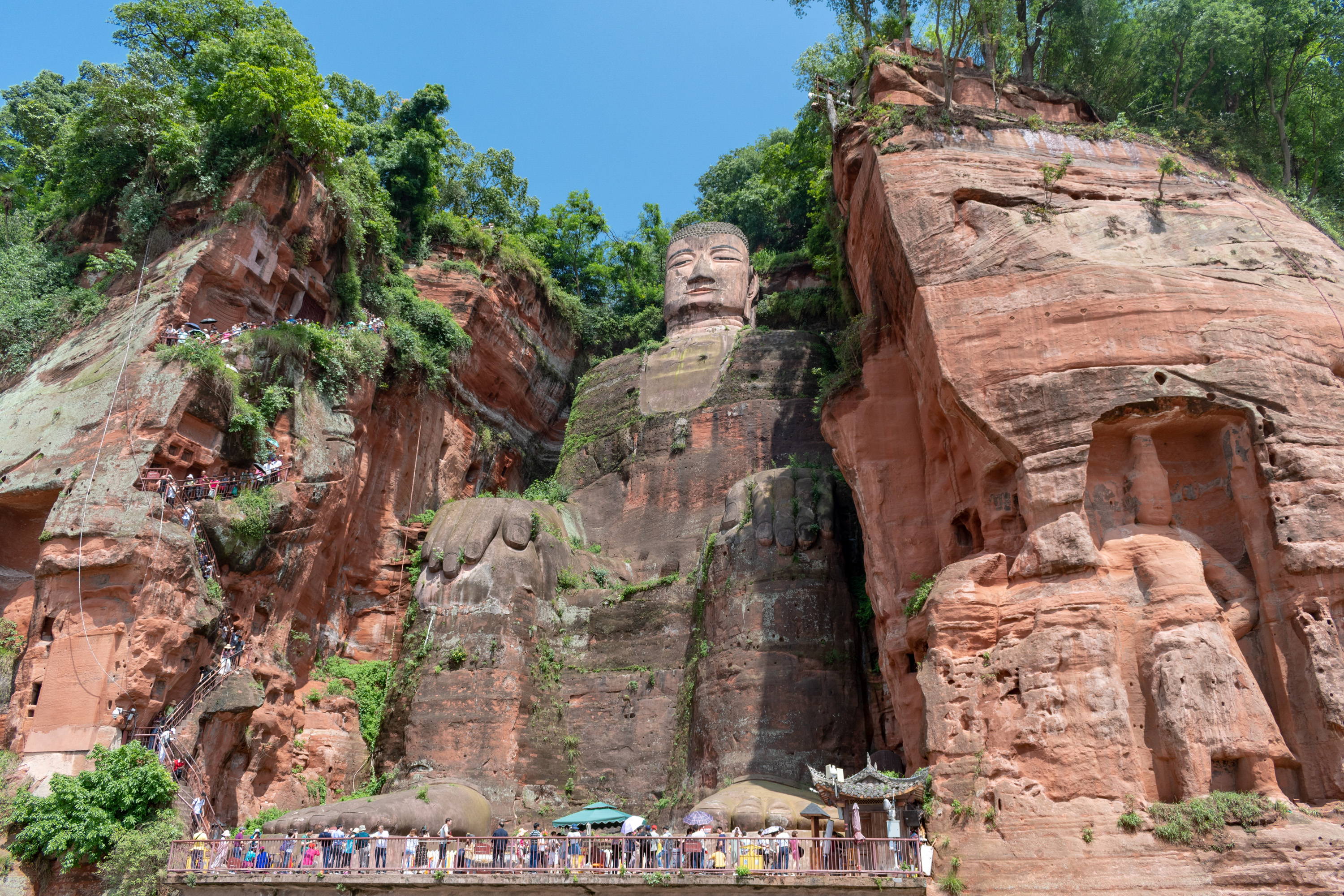
O jogo apresenta uma cena baseada no Grande Buda de Leshan, em Sichuan.

Wuchang: Fallen Feathers é um jogo desenvolvido pela Leenzee e publicado pela 505 Games. Foi construído usando o Unreal Engine 5.
Wuchang: Fallen Feathers apresenta cenários baseados na paisagem distinta, como a arquitetura e a topografia, da histórica Shu e da atual Sichuan. Ele se inspira nas antigas sociedades Shu, como Sanxingdui e Jinsha. Ele adapta elementos históricos e míticos apresentados na literatura clássica, como os Anais dos Reis de Shu (蜀王本纪), a Cítara de Brocado (锦瑟) e o Clássico das Montanhas e Mares (山海经).
De acordo com Xia Siyuan, "Para designs de chefes, nos inspiramos na história e cultura chinesas, especialmente descobertas arqueológicas como Sanxingdui, bem como elementos da mitologia chinesa e histórias folclóricas, como o Clássico das Montanhas e Mares e a lenda 'Jiangkou Sunken Silver'. Esperamos transmitir a singularidade desses chefes por meio do design visual, ao mesmo tempo em que interpretamos o gênero 'sobrenatural ao estilo chinês' na história."
Xia comentou que o sucesso de Black Myth: Wukong forneceu muitos sinais positivos e aumentou a confiança no futuro dos estúdios chineses, além de validar o mercado, enquanto internamente confirmou que desenvolver Wuchang: Fallen Feathers foi a decisão certa e que o jogo estava no caminho certo. Em entrevista publicada em maio de 2025, ele afirmou que a equipe conta atualmente com 160 integrantes.

## Lançamento
Wuchang: Fallen Feathers foi lançado para Microsoft Windows, Xbox Series X/S e PlayStation 5 em 24 de julho de 2025. foi disponíbilizado no primeiro dia no serviço de assinatura Xbox Game Pass.
Leenzee revelou Wuchang: Fallen Feathers com uma vitrine de jogabilidade durante o High Energy Video Game Festival (高能电玩节) de Bilibili em 17 de setembro de 2021. Na época, o jogo estava em desenvolvimento há cerca de um ano e meio. Após a vitrine, a 505 Games tomou conhecimento e, após discussões com Xia Siyuan, a alta administração da empresa decidiu por unanimidade assinar o projeto. Durante o Xbox Games Showcase em junho de 2024, Leenzee e a 505 Games lançaram um trailer revelando uma janela de lançamento de 2025. Em março de 2025, os canais de mídia social do jogo confirmaram o lançamento no verão de 2025. Em abril de 2025, Leenzee e a 505 Games lançaram um trailer anunciando a data de lançamento como 24 de julho de 2025.
Wuchang: Fallen Feathers ficou disponível para pré-venda a partir de 29 de abril de 2025. O Pacote Noturno e Branco, que consiste em dois conjuntos de trajes (Espectro Noturno e Espectro Branco), uma arma (Vermillion War Club) e um item de atualização de habilidade, é um incentivo bônus para a pré-encomenda. O jogo é oferecido na Standard Edition e na Deluxe Edition.  A última edição adiciona conteúdo extra, ou seja, quatro conjuntos de trajes (Tiger of Fortune, Draconic Resurgence, Soul Ritual Robe e Overlord's Regalia), quatro armas (Watcher's Gaze, Dragoncoil Lance, Eternal Sovereignty e Moonlight Dragon) e um item de atualização de habilidade.
A Day One Edition é a versão física do jogo. Ele vem com conteúdo para download que consiste em dois conjuntos de trajes (Night Spectre e White Spectre), uma arma (Vermillion War Club) e um item de atualização de habilidade. Está disponível para PlayStation 5 e Xbox Series X/S.

## Recepção

### Prêmios
Wuchang: Fallen Feathers ganhou o prêmio de Surpresa do Ano e foi indicado para o Jogo Mais Esperado no UCG Game Awards 2024.